# Zuidwijk (Rotterdam)
Zuidwijk is een 20ste-eeuwse woonwijk in het zuiden van het Rotterdamse stadsdeel Charlois. De wijk wordt begrensd door de Zuiderparkweg in het westen, de Oldegaarde in het noorden, de Vaanweg in het oosten en het Havenspoorpad op het oude tracée van de havenspoorlijn in het zuiden. De belangrijkste verkeersader en tevens winkelstraat is de Slinge. De wijk is in de jaren 50 van de 20e eeuw gebouwd. 

## Historie
De wijk is gebouwd in de polder Charlois en voor een kleiner deel in de polder Smeetsland, met de heerlijkheid Lombardijen, die uit één boerderij bestond met 21 morgen land. Het was een leen van het Huis Wassenaar en Huis Zuidwijk, dat nog in Wassenaar bestaat als huis en landgoed. Drie polderwegen moesten wijken: de Korperweg in zijn geheel en grote delen van de Smitshoekseweg en de Charloise Lagedijk. Behouden zijn 4 panden aan een verdwenen deel van de Charloise Lagedijk, waaronder de voormalige boerderijen de Beukhoeve en de Kapel. De laatste is een rijksmonument uit de 18e eeuw van het Overmaasse dwarsdeeltype, met een vrijstaand bakstenen huisje voor de karnmolen en een houten zwingelkeet voor de eerste bewerking van vlas, het zwingelen. Hij staat op een verhoging in het landschap en men denkt dat op deze plaats ooit een kapel gestaan heeft. Het uitgespaarde weiland naast de boerderij is een archeologisch monument omdat zich in de ondergrond minsten één donk bevindt.
Na het bombardement op Rotterdam in mei 1940 bouwde men onder meer noodwoningen op lege plekken aan de zuidrand van de stad, zoals het nooddorp Smeetsland in IJsselmonde en het Brabantse Dorp ter plaatse van het huidige Zuidplein. Met de bouw van vergelijkbare huizen ontstond 9 jaar later de wijk Wielewaal, maar de woningnood was groot en men ontwikkelde ambitieuze plannen voor volkshuisvesting en dat leidde tot de bouw van de Zuidelijke Tuinsteden Zuidwijk, Pendrecht en Lombardijen.
Op 29 januari 2024 vond aan de Schammenkamp in de wijk een zware explosie plaats die een deel van een woongebouw verwoestte. Hierbij vielen drie doden. De oorzaak was een drugslab.

## Demografie
| Achtergrond inwoners Zuidwijk (2020)      | Aantal | %     |
| ----------------------------------------- | ------ | ----- |
| Autochtonen                               | 5.255  | 37,83 |
| Surinamers                                | 1.490  | 10,73 |
| Turken                                    | 1.305  | 9,40  |
| Marokkanen                                | 1.215  | 8,75  |
| Antillianen                               | 1.105  | 7,96  |
| Overige niet-westerse migratieachtergrond | 1.930  | 13,89 |
| Westerse migratieachtergrond              | 1.590  | 11,45 |
|                                           |        |       |
| Totaal Niet-Westerse migratieachtergrond  | 7.045  | 50,72 |
| Totaal migratieachtergrond                | 8.635  | 62,17 |
| Totaal inwoners                           | 13.890 | 100   |

## Ontwerp en bouw
De wijk is gebouwd in de stijl van het Functionalisme en het nieuwe bouwen. Het ontwerp van de wijk is vooral het werk van architect Willem van Tijen, een van de grondleggers van de sociale woningbouw. Maar de laagbouwwoningen en de gestapelde woningen in strokenbouw in de kampen-deelbuurt zijn ontworpen door de architect Gerrit Rietveld, wereldberoemd vanwege zijn Rood-blauwe stoel en het Rietveld Schröderhuis in Utrecht. Zijn woningen staan anno 2018 nog allemaal overeind, maar de laagbouwwoningen gaan schuil onder een laag isolerend piepschuim en blauw- en roze stucwerk en alle bakstenen voorbalkons bij de entree van de woningen zijn reeds lang weggebroken. 

### De wijkgedachte
Zuidwijk was het eerste woningbouwproject in Nederland dat is gebouwd in de geest van de wijkgedachte van de Amerikaanse socioloog en stadsplanner Clarence Arthur Perry. Ter wille van een goede sociale samenhang deelde men de wijk op in 8 overzichtelijke deelbuurten met veel ruimte voor groen en met een mengeling van eengezinswoningen en gestapelde strokenbouw, met op enkele hoeken hoogbouw en hier en daar een korte winkelstrook. De buurten ontleenden een eigen identiteit aan de straatnamen die per deelbuurt bijna allemaal dezelfde aardrijkskundige uitgang kregen: -horst, -kamp, -stein en -lo ten noorden van de gemeenschappelijke winkelstraat de Slinge, en -burg, -rode, -hoek en -veld ten zuiden van de Slinge. De bouw ving aan met de horstenbuurt in het noordoosten en eindigde met de veldenbuurt in het zuidwesten.

### Duplexwoningen
Een deel van de woningen is vanwege de grote woningnood gebouwd als kleine duplexwoning. Dit bood de mogelijkheid om naderhand twee woningen te verenigen tot één met het doorbreken van een muur. In de praktijk leidde dit tot kleine en gehorige woningen met maar één slaapkamer, zoals bij de 2-laagse woningen in de horstenbuurt en de 4-laagse woningen in de kampenbuurt. Vanwege de aanhoudende woningnood en veranderende gezinssamenstelling kwam het nooit tot het samenvoegen van woningen, behalve dan bij één enkel 2-laags blokje in de horstenbuurt. Toen daar het noordelijk deel van de horsten uit naam van de stadsvernieuwing met de grond gelijk gemaakt werd, handhaafde men als aandenken deze 4 woningen, die prompt tot 2 woningen verenigd werden. 

## Vergrijzing, renovatie en afbraak
Het aanvankelijk kinderrijke Zuidwijk is in de loop der jaren sterk vergrijsd; het inwonertal liep terug van bijna 23000 in de topjaren tot 12635 in 2017. Ook de woningen zelf verouderden. Een deel werd soms ingrijpend gerenoveerd, maar de horstenbuurt werd voor een groot deel afgebroken en vervangen door duurdere laagbouw en enkele flatblokken in het duurdere segment. De burgenbuurt is bijna in zijn geheel afgebroken en vervangen door laagbouw met een hogere kwaliteit en dat lot trof ook een deel van de veldenbuurt. Maar het hele proces van afbraak was ingezet voorafgaand aan de economische crisis van 2008, waarna de bouw stilviel en grote delen jarenlang braak lagen. De laatste lege plek werd pas in 2022 opnieuw bebouwd.   

## Voorzieningen
Op het plein aan de Asterlo wordt sinds 1977 op elke vrijdag een weekmarkt gehouden, naast sporthal 'De Asterlo'. De sporthal is afgebroken en in 2018 schoof de markt op naar de leeggekomen plaats. Op de oude plek van de markt zijn in 2020 51 nieuwbouwappartementen met een parkeerplaats verrezen, bovenop een winkelplint met een grote supermarkt, een slijterij en een drogist.
In het oosten tegen de Vaanweg aan bevinden zich de Zuiderbegraafplaats en crematorium Rotterdam-Zuid, waarvoor de boerderij Lombardijen moest wijken. In deze hoek bevinden zich ook vier volkstuincomplexen, De Beukhoeve, Phoenix, De Maasglorie en Zonnehof.
Er zijn diverse scholen in de wijk, waaronder de openbare basisschool De Toermalijn, De Steven Stemerdingschool en de rooms-katholieke basisschool De Christofoor. 
Zuidwijk beschikte over 6 markante kerkgebouwen voor verschillende denominaties. Wegens afnemend ledental is de Protestants-christelijke Credokerk uit 1961 aan de Slinge in 2000 afgebroken - de toren met behulp van dynamiet - en vervangen door een kleine kerkzaal in de plint van de vervangende nieuwbouwflat. De rooms-katholieke kerk van Onze-Lieve-Vrouw-Onbevlekt-Ontvangen uit 1959 langs de Slinge is in 2010 om dezelfde reden gesloopt en vervangen door de uitbreiding van verpleeghuis Joachim & Anna. Sindsdien komen de rooms-katholieke gelovigen bijeen in een kerk in de naastgelegen wijk Pendrecht.
Vanouds zijn er twee korfbalverenigingen, Actief en vanaf 1963 T.H.O.R. (Tot Heil Onzer Ribbenkast). Aan de noordrand bevonden zich enkele voetbalverenigingen in het Zuiderpark, De Mussen, Coal, Spartaan '20 en Zwartwit '28. De zaterdagamateurs van Zwartwit '28 vierden in de jaren '70 triomfen, maar de club ging later door wanbeleid ten onder. Spartaan '20 bestaat nog steeds en was en is de kraamkamer van tientallen voetballers die hun weg vonden naar het betaald voetbal. De bekendste daarvan zijn Hans Venneker, Luc Castaignos, Anwar El Ghazi, Bruno Martins Indi, Jetro Willems, Joshua Zirkzee en Denzel Dumfries. 

### Wijkgebouw
In het hart van Zuidwijk stond het wijkgebouw en Lokaal Cultureel Centrum De Larenkamp, aanvankelijk in de vorm van een wit geschilderd houten noodgebouw met de hoofdingang aan de Larenkamp, sinds 1973 als een kunstzinnig ontworpen gebouw in de vorm van 3 geschakelde honingraten met de ingang aan de Slinge. Dit grote gebouw bood ruimte aan vele maatschappelijke en burgerinitiatieven, verenigingen, clubs en het beschikte over een theaterzaal met een klein podium. Er was onder meer een filiaal van de Rotterdamse bibliotheek gevestigd en tijdens verkiezingen was er een stembureau. Na sluiting van de bioscoop Colosseum aan de Beijerlandselaan in 1977 werd het cinema-orgel naar een bovenzaal van het wijkgebouw overgebracht. 
Het gebouw was duur in gebruik en raakte versleten, maar renovatie werd te kostbaar geacht. Na lang debatteren heeft het college van B&W (Leefbaar Rotterdam, CDA en D'66) het gebouw in 2015 gesloten en in 2017 afgebroken. Als alternatief is er nabij metrostation Slinge een Huis van de Wijk geopend waarin men samen met de wijk Pendrecht maatschappelijke en culturele activiteiten organiseert.

## Openbaar vervoer

### Bus
Stadsbuslijn 70 van de RET zorgt voor de verbindingen richting Charlois, metrostation Zuidplein, station Rotterdam Lombardijen en OV-knooppunt Keizerswaard. De lijn heeft ook een halte bij metrostation Slinge.

### Metro
In 1970 werd Zuidwijk aan de westkant door de metro met de binnenstad verbonden. Daardoor werd het mogelijk in korte tijd het centrum van Rotterdam te bereiken. Het metrostation Slinge kreeg als eerste in Nederland een P+R-functie met 849 parkeerplaatsen. Tijdens werkdagen kost parkeren 2 euro indien er gereisd wordt met het openbaar vervoer en in het weekend is het gratis. Metrostation Slinge is het eindpunt van metrolijn E uit Den Haag Centraal.

### Tram
Tramlijn 5 rijdt vanaf Carnisselande in Barendrecht via Zuidwijk naar Feijenoord en van daar over de Erasmusbrug naar de binnenstad naar Rotterdam Centraal.

## Afbeeldingen

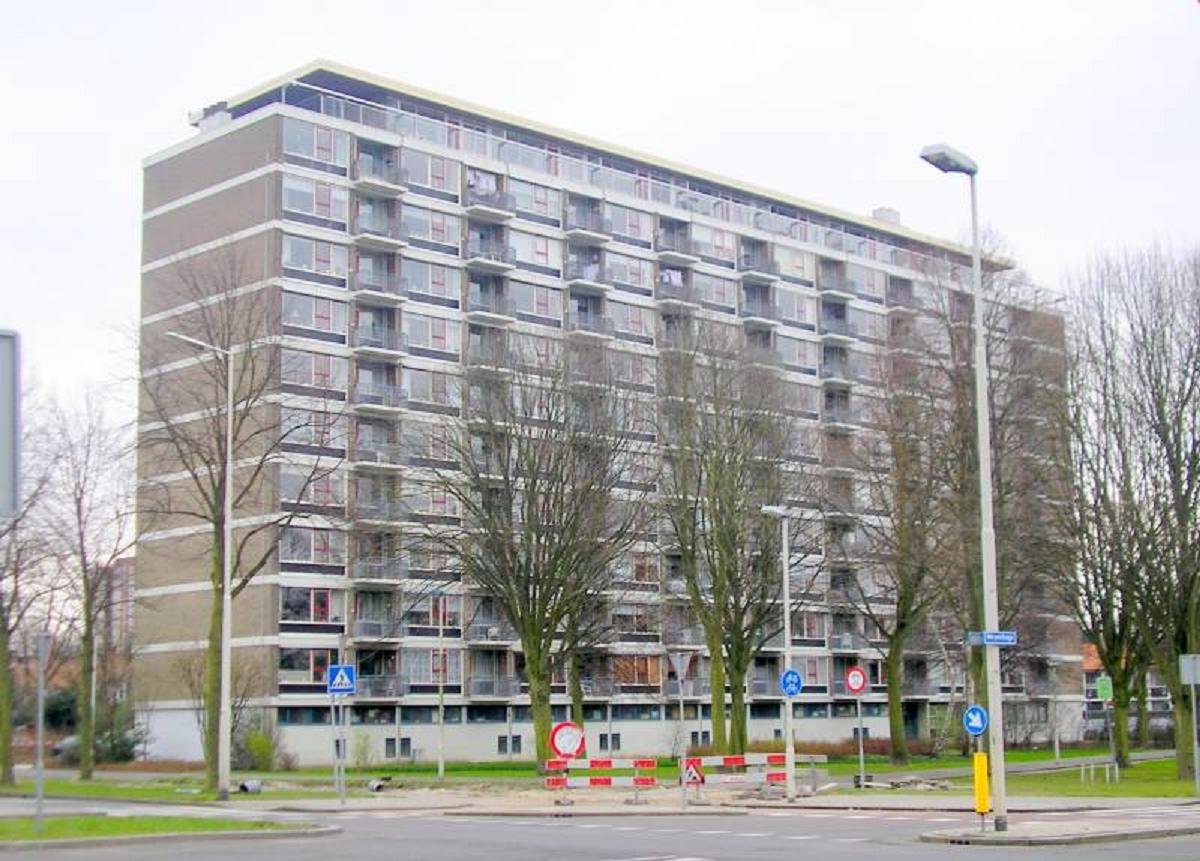
Almsteinflat
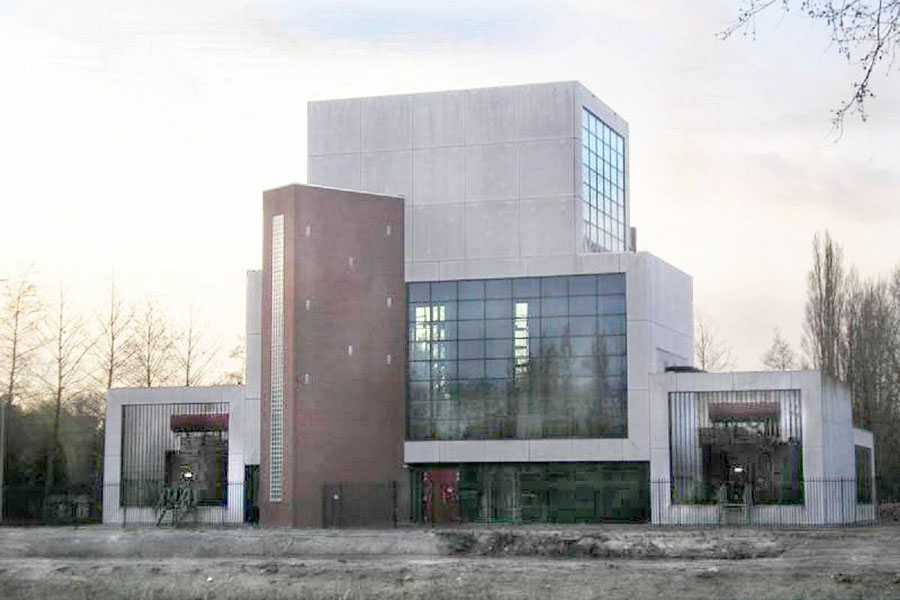
Elektriciteitscentrale Eneco
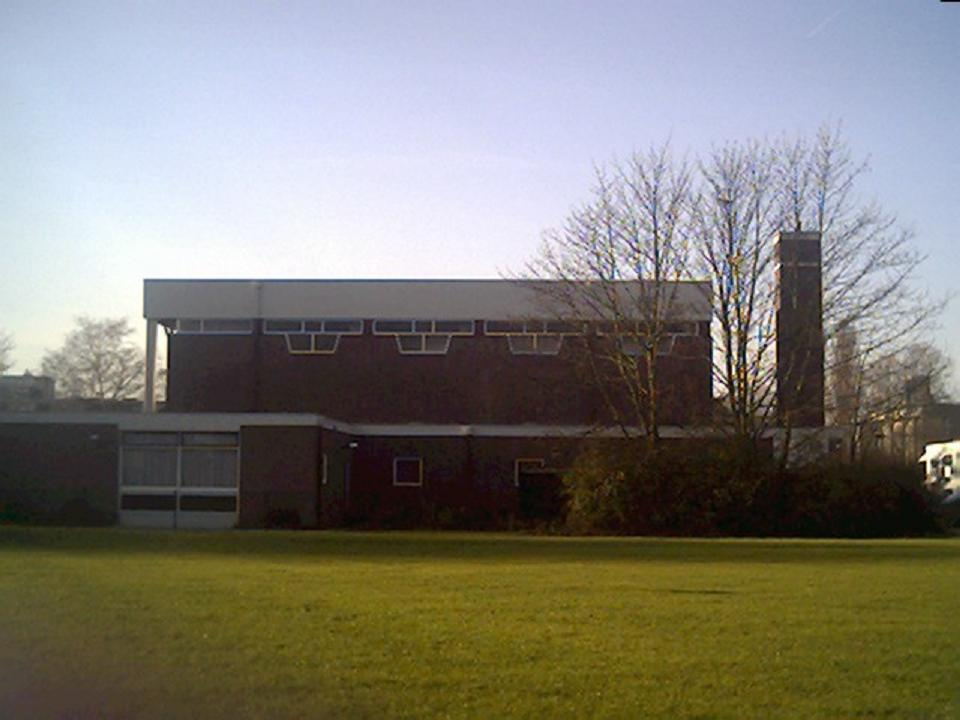
Gereformeerde Gemeente Bethelkerk
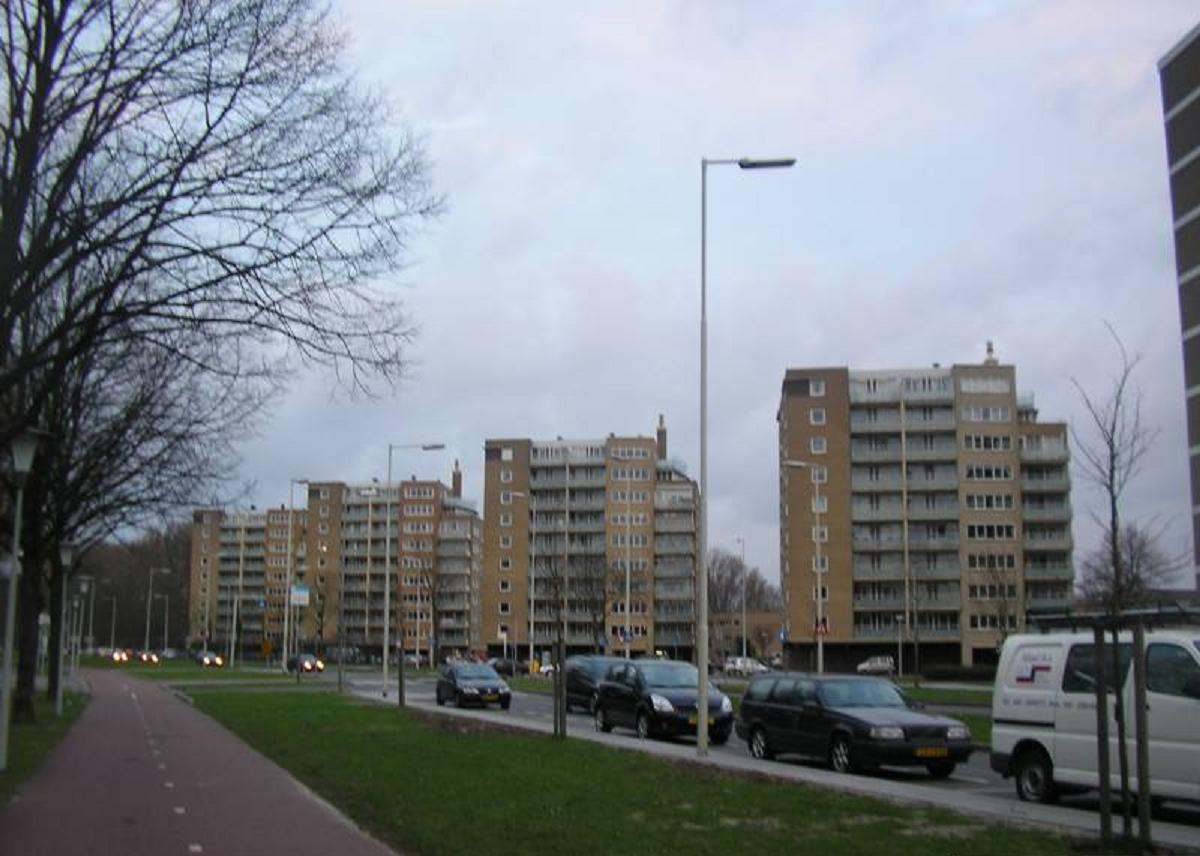
Flats Heerenbeek I-II-III-IV
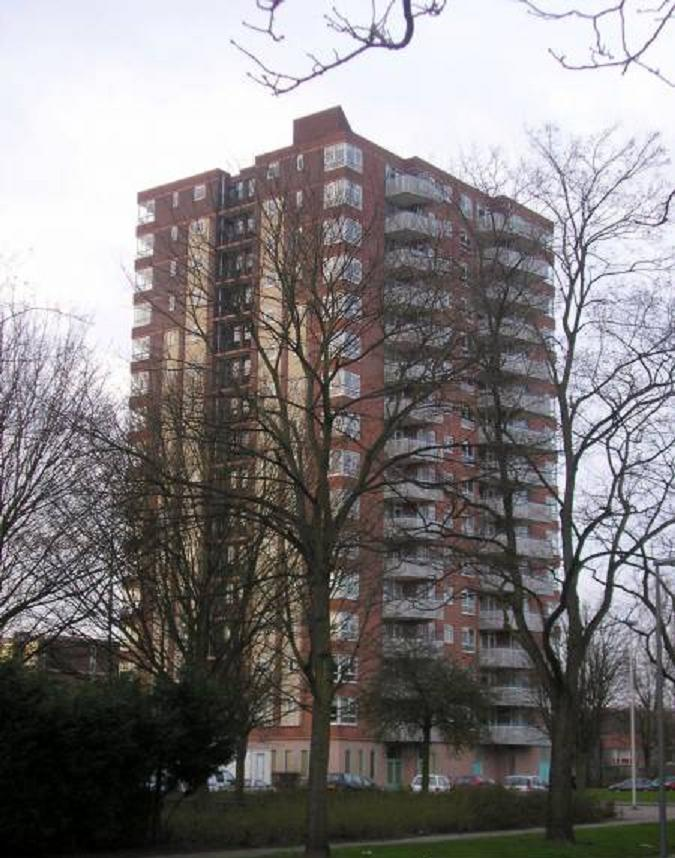
Hietkamp Flat
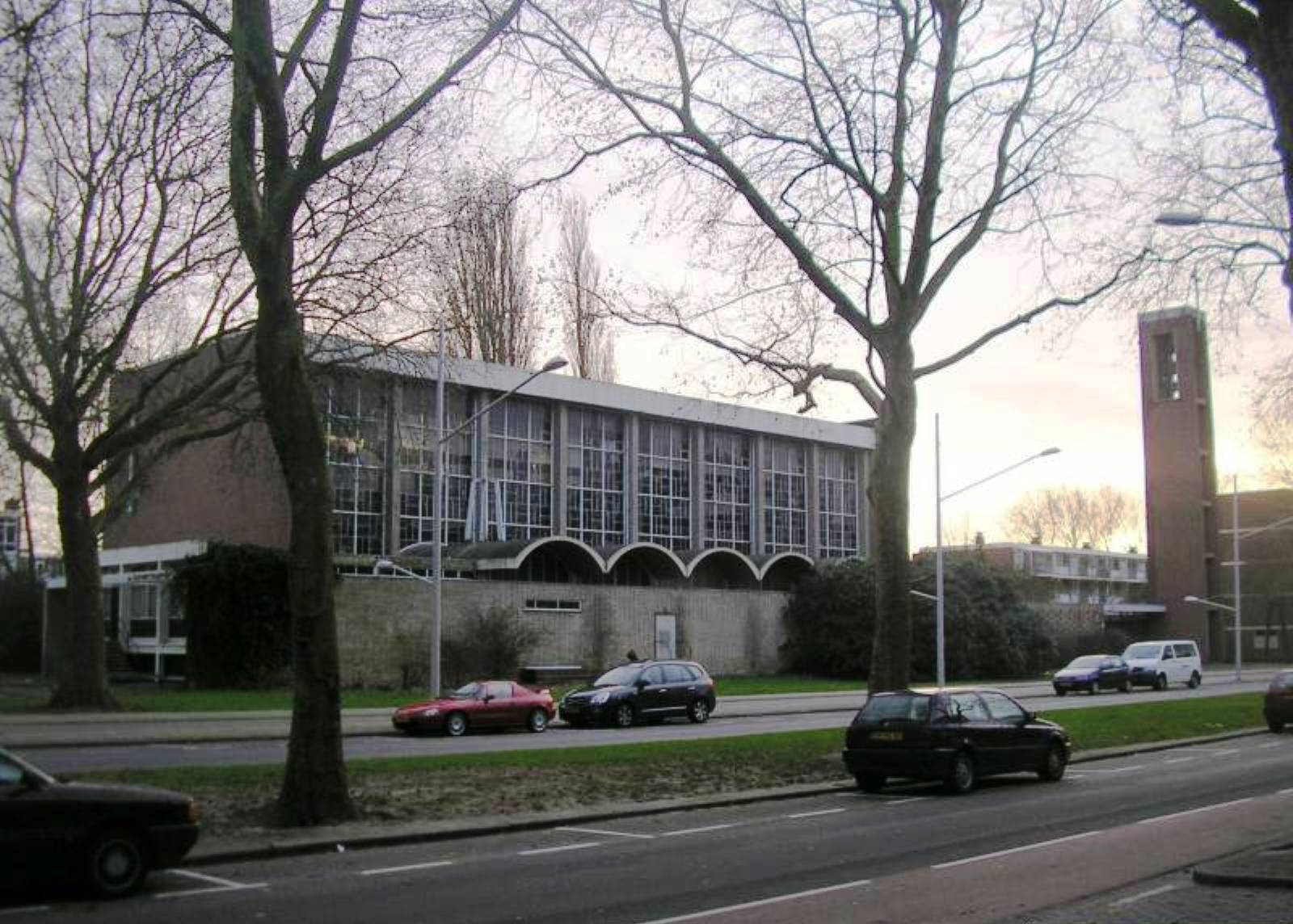
Onbevlekte Ontvangeniskerk op 01-03-2008 gesloopt.
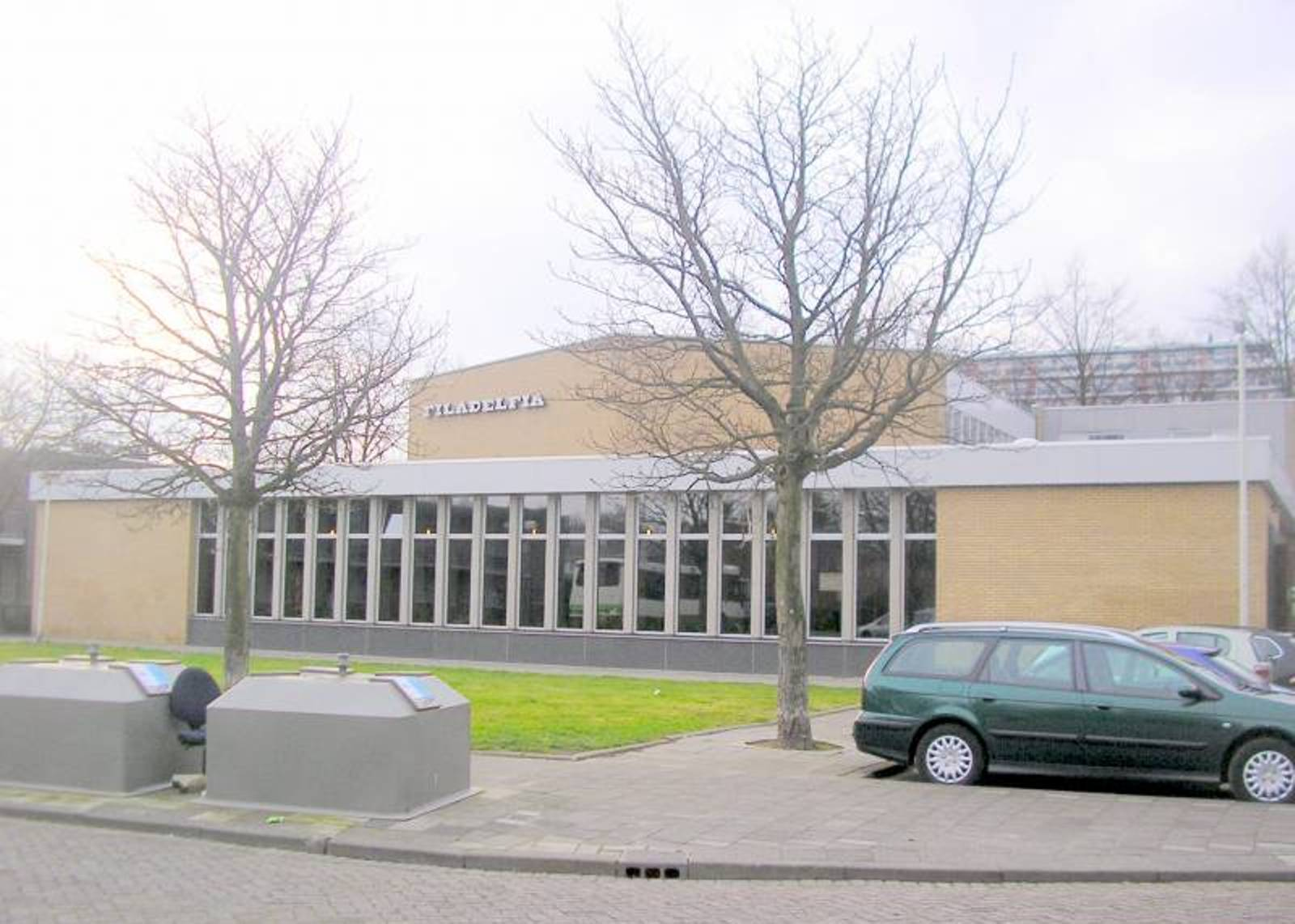
Pinkstergemeente Filadelfia
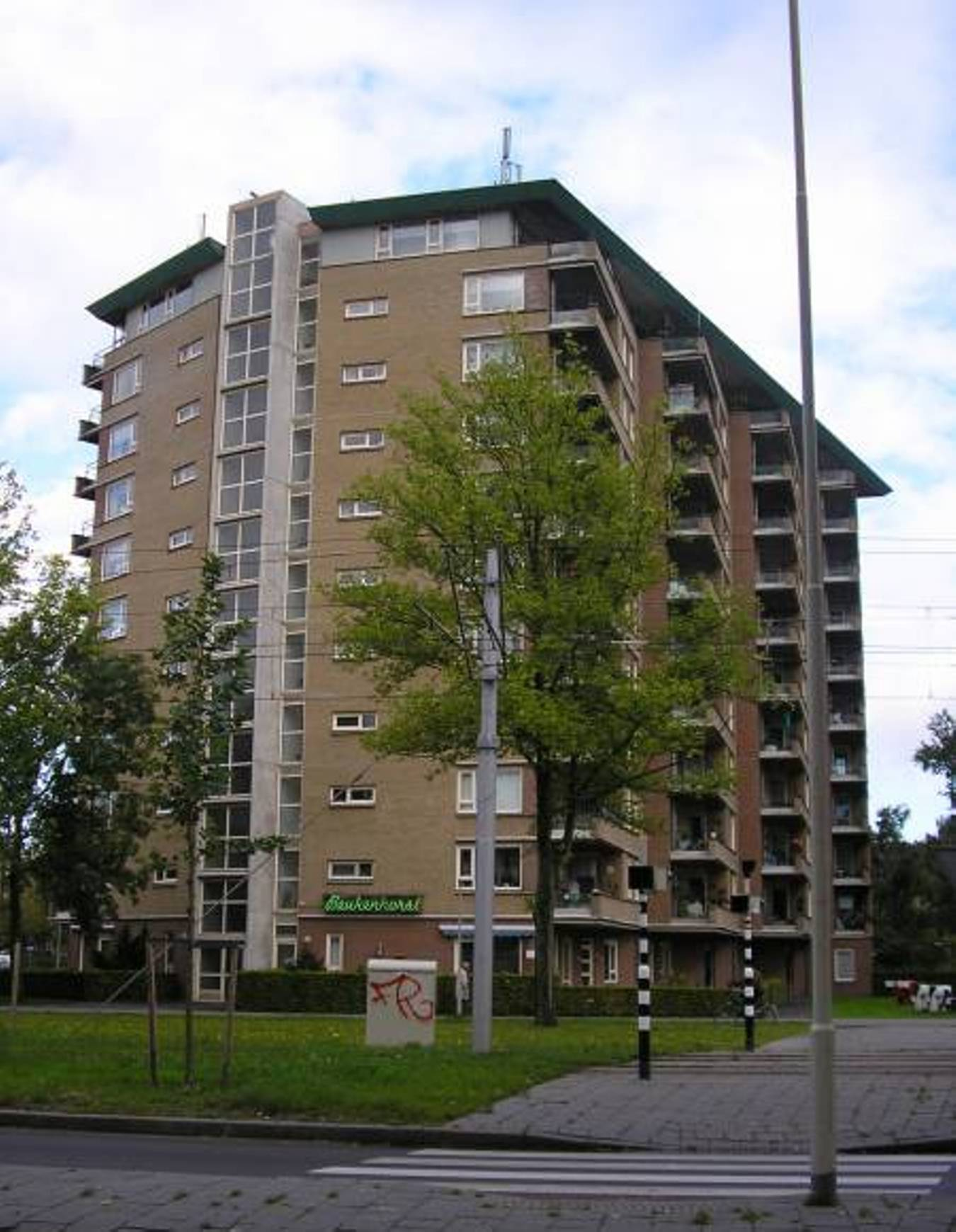
Seniorencomplex de Beukenhorst
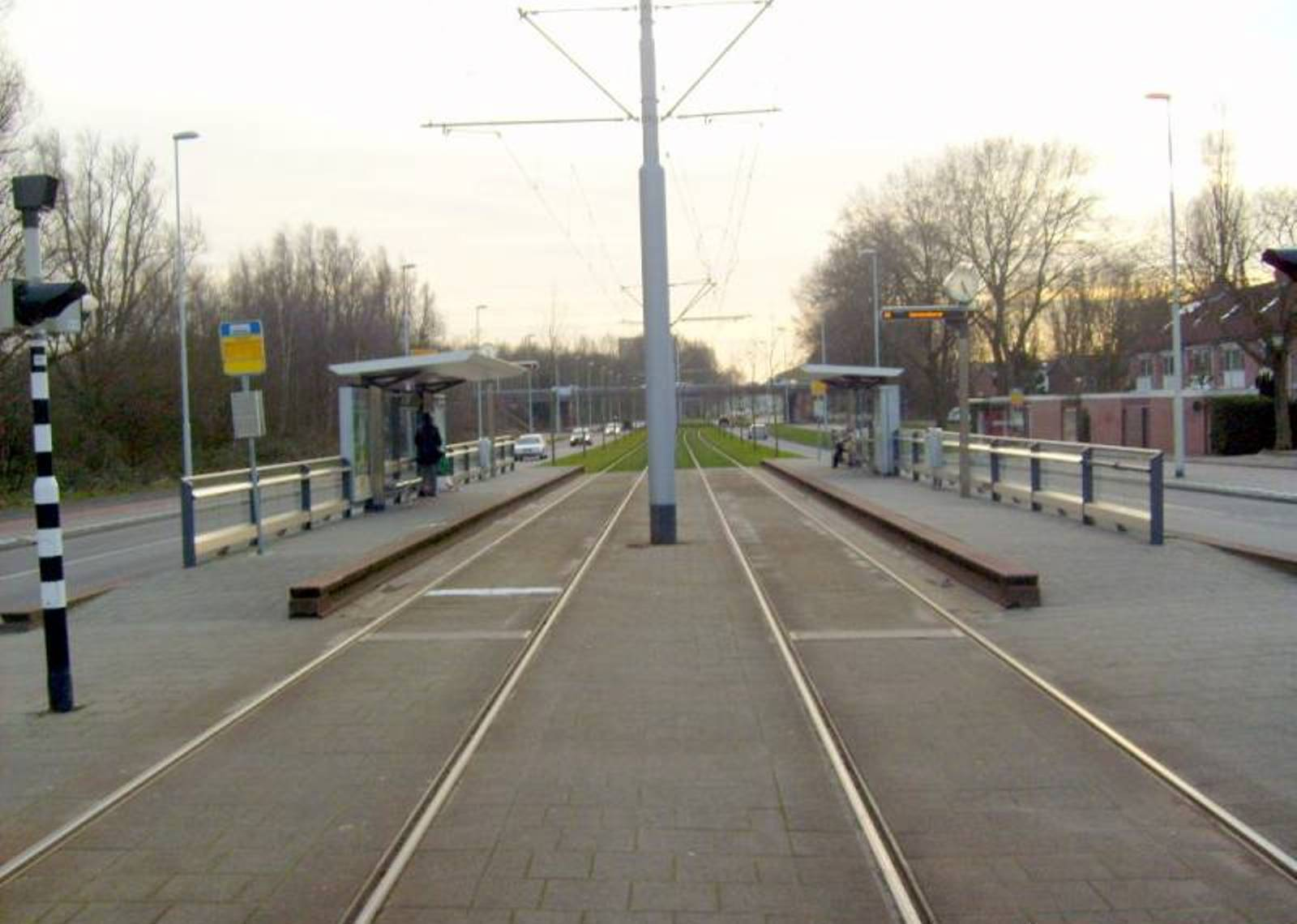
Trambaan op de Slinge
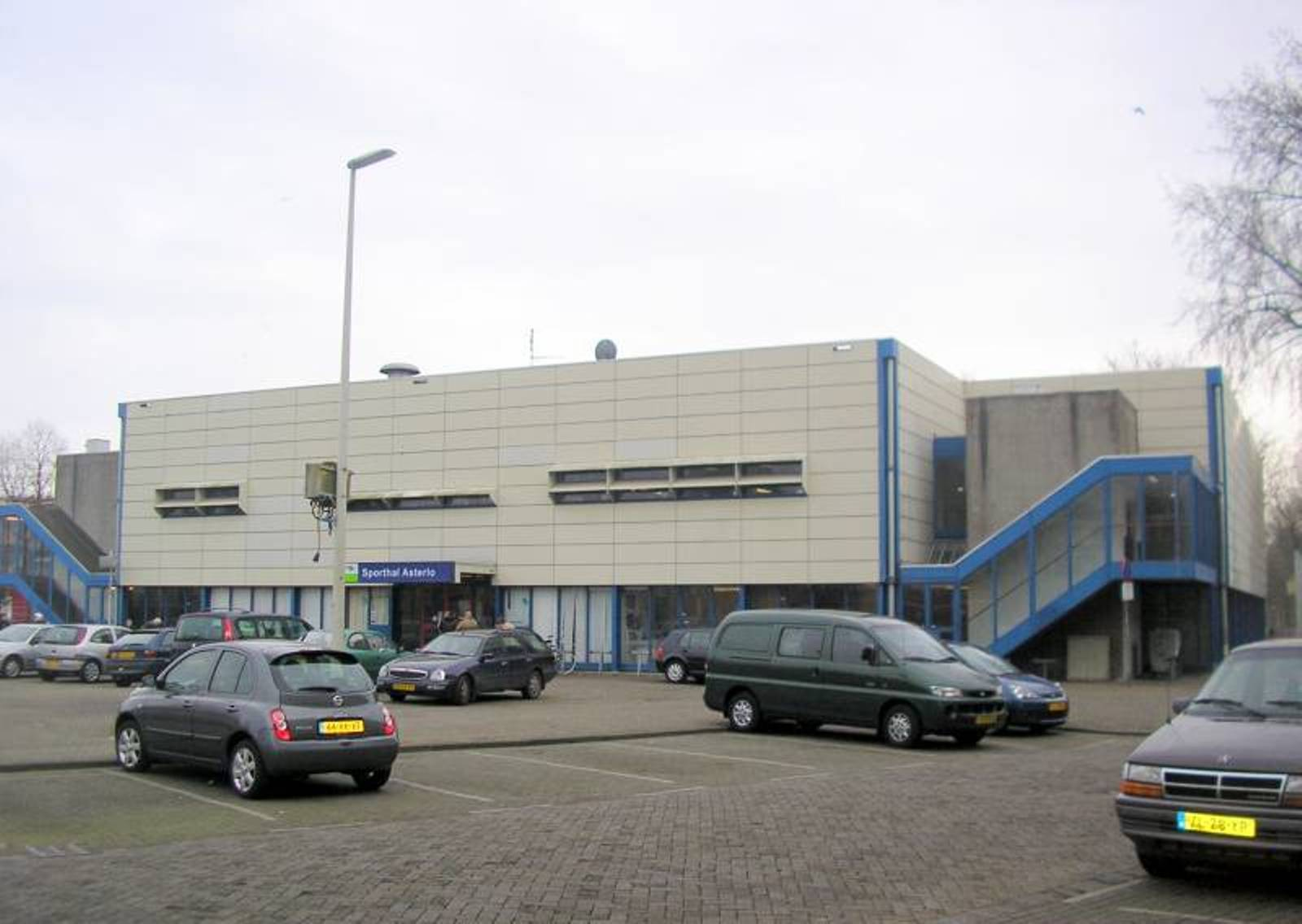
Sporthal de Asterlo, gesloopt.
- Bioscoopjournaal uit januari 1952. Een kale nieuwbouwwijk in Zuidwijk wordt aangekleed met reeds volgroeide bomen.

## Trivia
- Veel Rotterdammers kennen Zuidwijk van de kledingwinkel van Feyenoord-voetballer Coen Moulijn, die tot zijn overlijden in januari 2011 gevestigd was aan de Langenhorst. Enkele deuren verderop aan dezelfde winkelrij dreef de voormalige Feijenoorddoelman Eddy Pieters Graafland enige tijd een winkel in sportartikelen. De zangeres Joke Bruijs verhuisde als tiener in 1964 van buiten de wijk naar de Poelenburg 24.
- Op de hoek van de Slinge en de Larenkamp stond ooit een 6-hoekige krantenkiosk, op een klein pleintje voor het toen nog houten wijkgebouw.
- Op de hoek van de Larenkamp en de Schere stond ooit een gymlokaal, met ernaast een kunstwerk in de vorm van grote, witte ballen aan haltervormen.
- Op het thans volgebouwde schoolplein van de voormalige Rehobothschool aan de Slinge stond vroeger een groot betonnen klimkunstwerk in de vorm van een enorme kip, met stalen buizen als staartveren.